# Le Monastier-sur-Gazeille
Le Monastier-sur-Gazeille település Franciaországban, Haute-Loire megyében. Lakosainak száma 1773 fő (2022. január 1.). Le Monastier-sur-Gazeille Alleyrac, Chadron, Coubon, Freycenet-la-Cuche, Freycenet-la-Tour, Lantriac, Laussonne, Présailles és Saint-Martin-de-Fugères községekkel határos.

## Népesség
A település népességének változása:
| Lakosok száma | 2085 | 1911 | 1828 | 1738 | 1772 | 1791 | 1789 | 1768 | 1754 | 1773 |
|               | 1968 | 1982 | 1990 | 2006 | 2013 | 2015 | 2017 | 2019 | 2020 | 2022 |